# Sulebhavi
Sulebhavi là một thị trấn thuộc taluk Belgaum, huyện Belgaum, bang Karnataka, Ấn Độ.